# نهر كوما (روسيا)
نهر كوما (بالروسية: Кума́) هو نهر يقع في منطقة شمال القوقاز جنوب روسيا، ويتدفق باتجاه الشمال الشرقي إلى بحر قزوين.

## الجغرافيا
يبلغ طول نهر كوما 802 كم (498 ميل) تبلغ مساحة المستجمع المائي له 33,500 كم² (12,900 ميل²).
ينبع هذا النهر من منطقة جبال القوقاز الكبرى، في جمهورية قراتشاي - تشيركيسيا، غربي مدينة كيسلوفودسك. ثم يتدفق النهر باتجاه الشمال الشرقي عبر كراي ستافروبول عابرًا مدن (منرالني فودي، زيلينوكومسك، بوديونوفسك، نفتكومسك). ثم يتجه شرقًا عبر منخفض بحر قزوين، ليكون حدودًا طبيعية بين جمهوريتي كالميكيا وداغستان في روسيا. يشكل هذا الجزء من وادي كوما الجزء الشرقي من منخفض كوما-مانيش، والذي يفصل السهل الأوروبي الشرقي عن منطقة القوقاز. يتدفق أخيرًا نهر كوما إلى خليج كيزليار في بحر قزوين بالقرب من الحدود بين داغستان وكالميكيا.

## مشروع قناة كوما-مانيتش
إذا نُفذت خطط إقامة قناة أوراسيا المقترحة التي تربط بحر قزوين بالبحر الأسود، فمن المرجح أن تتبع وادي نهر كوما في قسمها الشرقي.